# Noorderplassen (Almere)
Noorderplassen is een woonwijk in de Nederlandse stad Almere. De wijk is gelegen in het stadsdeel Almere Stad West en is genoemd naar de ten oosten van de wijk gelegen Noorderplassen. Hij bestaat uit twee gedeeltes, Oost en West. Op 1 januari 2023 telde de wijk 8.085 inwoners, verdeeld over 2.819 woningen, op een oppervlakte van 6,99 km².
Noorderplassen-Oost bestaat sinds 1991 en naast drie appartementencomplexen staan er 250 woningen, die allemaal aan het water liggen. Er zijn verschillende strandjes en een restaurant genaamd Loetje. In Noorderplassen-West zijn een gezondheidscentrum en twee basisscholen gevestigd. Sinds 2012 is er ook een supermarkt.
Noorderplassen-West is in ontwikkeling sinds 2000 en is uitgegroeid tot een van de mooiste wijken van Almere. Het is de woonwijk met het meeste water en met het meeste bos. De wijk is gesitueerd tussen de natuurgebieden Lepelaarsplassen, dat rijk is aan vele vogelsoorten en de bossen van de Pampushout. Hier komen naast herten en vossen, ook otters en bevers voor.
De wijk kent twee jachthavens. Veel huizen zijn aan het water gelegen en beschikken over eigen aanmeer mogelijkheden. Het is zelfs mogelijk om per boot van huis naar de supermarkt te varen om boodschappen te gaan doen. De straten in deze wijk zijn gerelateerd aan de scheepvaart.
De vaarroutes maken deel uit van de Blauwe as, die het Markermeer met het Gooimeer verbindt. Het centrum van Almere is via deze route ook per boot te bereiken.

## Openbaar vervoer
Noorderplassen heeft twee bushaltes die gevestigd zijn in het westelijke deel:
- Noorderplassen Zuid  M6
- Noorderplassen Noord  M6

### Metrobus
| Lijn | Lijn                | Route                            | Via                           | Opmerkingen |
| ---- | ------------------- | -------------------------------- | ----------------------------- | ----------- |
| M6   | Noorderplassenmetro | Station Centrum - Noorderplassen | Staatsliedenwijk, Kruidenwijk |             |